# Рашско-Призренская епархия
Ра́шско-При́зренская и Косовско-Метохийская епа́рхия (серб. Епархија рашко-призренска и косовско-метохијска, алб. Dioqeza e Rashkës-Prizrenit dhe Kosovë dhe Metohi) — территориально-административная и каноническая структура Сербской православной церкви. Центр епархии — город Призрен, но в связи с нестабильной ситуацией в Косово и Метохии резиденция епископа перенесена в монастырь Грачаница.

## История епархии
Существовала уже в 1219 году. При упразднении в 1776 году двух епархий, расположенных на территории Косова и Метохии, епархия Призренская тем не менее была сохранена.
На 1990-е годы в епархии числилось 33 церковных прихода, 47 священников и 7 дьяконов.
По числу монашествующих епархия является первенствующей среди епархий Сербской православной церкви. В ней действует 12 мужских монастырей (138 монахов и послушников) и 6 женских (64 монахинь и послушниц).
На территории епархии находится единственный в Сербии ставропигиальный монастырь — Печский патриарший, в котором с середины XIII века находилась резиденция сербских Патриархов и архиепископов.
В настоящее время 3 средневековые святыни епархии (монастыри: Высокие Дечаны, Сопочаны, церковь Богородицы Левишской в Призрене), входят в список объектов всемирного наследия ЮНЕСКО.

## Монастыри
- Баньска
- Бинач
- Будисавци
- Высокие Дечаны
- Врачево
- Гориоч
- Грачаница
- Девина-Вода
- Девич
- Джурджеви-Ступови
- Добра-Вода
- Драганац
- Дубоки-Поток
- Зочиште
- Кабаш
- Кончул
- Печская патриархия
- Соколица
- Сопочаны
- Сочаница
- Монастырь Святого Иоанна Крестителя
- Монастырь Святой Петки
- Свято-Троицкий монастырь
- Монастырь Святых Архангелов
- Монастырь Святого Марка Коришского
- Тамница
- Успенский монастырь (Джяковица)
- Успенский монастырь (Рас)
- Црна-Река

## Епископы
- Михаил (после 1433 — 27 декабря 1454)
- Софроний (середина XVII века)
- Иоанникий (Георгиевич) (1781 — 26 ноября 1818)
- Захарий (1819—1830)
- Ананий (1830—1836)
- Герман (1836—1838)
- Синезий (1838—1840)
- Игнатий (1840—1849)
- Парфений (1849—1854)
- Мелетий (Спандонидис) (2 августа 1854 — 27 августа 1895)
- Дионисий (Петрович) (25 января 1896 — 7 декабря 1900)
- Никифор (Перич) (21 января 1901 − 1 декабря 1911)
- Гавриил (Дожич) (4 декабря 1911 — 17 ноября 1920)
- Михаил (Шиляк) (30 ноября 1920 — 25 августа 1928)
- Серафим (Йованович) (29 октября 1928 — 13 января 1945)
- Владимир (Раич) (16 августа 1945 — 14 февраля 1956) до 20 мая 1947 года — временный администратор
- Герман (Джорич) (1956 — 22 сентября 1957) временный администратор
- Павел (Стойчевич) (22 сентября 1957 — 2 декабря 1990)
- Артемий (Радосавлевич) (23 июня 1991 — 13 февраля 2010)
- Афанасий (Евтич) (13 февраля — 20 мая 2010) в/у
- Амфилохий (Радович) (май — 18 ноября 2010) в/у
- Феодосий (Шибалич) (с 18 ноября 2010)